# 清水冲站
清水冲站位于中华人民共和国安徽省合肥市包河区（滨湖新区）云谷路与庐州大道交叉口地下，是合肥轨道交通5号线与规划中的8号线的地铁换乘站。

## 车站楼层
| B1 | 站厅                               | 出入口、票务服务、自动售票机、人工服务台 |  |
| B2 |                                    | █ 5号线列车往贵阳路方向 （云川公园）     |  |
| B2 | 岛式站台                           |                                          |  |
| B2 | █ 5号线列车往汲桥路方向 （云谷路） |                                          |  |

## 车站结构
清水冲站位于云谷路与徽州大道交叉口，5号线沿云谷路东西向布置，8号线拟沿徽州大道南北向布置，5号线车站为地下两层单柱双跨岛式车站，站台宽度12m。